# Jorge Negrete
Jorge Negrete (teljes nevén Jorge Alberto Negrete Moreno; Guanajuato, 1911. november 30. – Los Angeles, 1953. december 3.) a legnagyobbak között számon tartott mexikói énekes és színész. Pedro Infantével és Pedro Armendarizszal a mexikói filmgyártás aranykorának nevezett időszakban munkálkodott. Nevét és emlékét számos film és ének őrzi.

## Életpályája
Mexikói katonacsalád legidősebb fiaként született. Édesapja is erre a pályára szánta; 1925-ben beiratkozott a Heroico Colegio Militar nevü katonai iskolába, és 1928-ban altábornagyi rangban belépett a mexikói hadseregbe. Szintén 1925-ben kezdte meg operaénekesi képzését a Jose Pierson nevű iskolában. 1935-ben otthagyta a hadsereget, hogy kizárólag az éneknek szentelje életét. A mexikói Bellas Artes nevű operaházban lépett föl, valamint a rádióban is szerepelt. 1935-ben New Yorkba költözött, és az NBC programjaiban, valamint különböző operaházakban lépett föl.
Mexikóba 1937-ben költözött vissza és szerepelt először filmben. Első filmje a La madrina del diabolo (Az ördög keresztanyja) volt. Az áttörést az 1941-es Ay Jalisco no te rajes című film jelentette. A legigényesebb szerepét Luis Buñuel Gran Casino (Nagy kaszinó) című filmjében alakította. Filmjeivel és karakteres hangjával Negrete a charro mexicano (lovas mexikói) fogalmává vált.
Egy hepatitisfertőzéstől, amit első Egyesült Államok - beli útján kapott, egész hátralévő életében szenvedett. Annak ellenére, hogy állapota rosszabbodott, 1953 novemberében mégis vállalta a Los Angeles-i utat, ahol december harmadikán a Cedars of Lebanon nevű kórházban elhunyt.
Temetésén, a Pantheón Civil de Dolores temetőben tízezrek kísérték utolsó útjára és rótták le kegyeletüket előtte.

## Családja
Felesége, María Félix (1914–2002) szintén színésznő volt.